# Ürmössy Imre
Ürmössy Imre (Budapest, 1959. április 3. –) operaénekes (basszus), énektanár.

## Élete
1973 és 1977 között a budapesti Bartók Béla Zeneművészeti Szakközépiskolában gordonkázni tanult Szilvásy Lászlónál. 1978-ban lett a Zeneakadémia hallgatója, ahol egyszerre volt a gordonka (Mező Márta) és az ének szak (Bende Zsolt, Polgár László) növendéke.
Pályáját 1983-ban a Magyar Rádió Énekkarában kezdte. 1984 őszén kezdett hangképzőtanárként tanítani a békéscsabai Bartók Béla Zeneművészeti Szakközépiskolában. Növendéke volt Rálik Szilvia is. 1988-ban szerződtette a debreceni Csokonai Színház, s azóta is az operatagozat magánénekese. Első jelentős szerepe Raimond Bidebent volt Donizetti Lammermoori Luciájában. 2008-ban részt vett az Opera Comica Lasagna kamaratársulat megalakításában, 2011-től az Operettvilággal is szerepel. Pályafutása kezdetétől rendszeres közreműködője oratóriumelőadásoknak. Színpadon kiváló buffo-alakításokat nyújt, de számos basso cantante, karakter- és operettszerepben is kitűnt.

## Szerepei
- David Alagna: Egy halálraítélt utolsó napja — Pap
- Bartók: A kékszakállú herceg vára — Kékszakállú
- Beethoven: Fidelio — Rocco; Don Fernando
- Georges Bizet: Carmen — Zuniga
- Domenico Cimarosa: A titkos házasság — Geronimo; Robinson gróf
- Csajkovszkij: Jevgenyij Anyegin — Gremin herceg; Zareckij
- Gaetano Donizetti: Éljen a mama! — Impresszárió
- Donizetti: Lammermoori Lucia — Raimond Bidebent
- Donizetti: Rita — Gasparo
- Donizetti: Szerelmi bájital — Dulcamara doktor
- Donizetti: A csengő — Don Annibale Pistacchio
- Erkel Ferenc: Hunyadi László — Cillei Ulrik; Szilágyi Mihály
- Erkel Ferenc: Bánk bán — II. Endre; Biberach
- Faragó Béla: Lúdas Matyi — Második hajdú
- Charles Gounod: Faust — Wagner
- Kálmán Imre: Marica grófnő — Mihály bácsi
- Kálmán Imre: A csárdáskirálynő — Rohnsdorf tábornok
- Kodály Zoltán: Székely fonó — A nagyorrú bolha
- Lehár Ferenc: A víg özvegy — Kromov
- Lehár Ferenc: Luxemburg grófja — Lakáj
- Mozart: Don Giovanni — Leporello; A kormányzó; Masetto
- Mozart: Figaro házassága — Figaro; Doktor Bartolo
- Mozart: A varázsfuvola — Sarastro; Papageno; Sprecher
- Muszorgszkij: Borisz Godunov — Mityuha
- Offenbach: Hoffmann meséi — Lindorf; Coppelius; Dapertutto; Mirakel; Hermann; Schlemihl
- Pergolesi: Az úrhatnám szolgáló — Uberto
- Pergolesi: Livietta és Tracollo — Tracollo
- Poldini Ede: Farsangi lakodalom — Andris
- Prokofjev: Eljegyzés a kolostorban — Mendoza; Pater Augustin
- Prokofjev: A tüzes angyal — Kocsmáros
- Puccini: Manon Lescaut — Fogadós; Királyi adóbérlő
- Puccini: Tosca — Cesare Angelotti; Sekrestyés; Sciarrone
- Puccini: Bohémélet — Colline; Alcindor
- Puccini: Gianni Schicchi — Betto di Signa
- Gioachino Rossini: A sevillai borbély — Don Basilio
- Rossini: Hamupipőke — Don Magnifico
- Ifj. Johann Strauss: A cigánybáró — Zsupán Kálmán; Carnero
- Johann Strauss d. S.: A denevér — Dr. Blind
- Szüts Apor: A hallei kirurgus — A kirurgus
- Vajda János: Mario és a varázsló –  Cipolla; Angiolieri
- Vajda János: Don Cristóbal — A színházigazgató
- Giuseppe Verdi: Nabucco — Zakariás; Baal főpapja
- Verdi: Attila — címszerep; Leone
- Verdi: A trubadúr — Ferrando
- Verdi: Rigoletto — Monterone gróf; Ceprano gróf
- Verdi: La Traviata — Grenvil doktor
- Verdi: Simon Boccanegra — Pietro
- Verdi: A végzet hatalma — Kocsmáros; Felcser
- Verdi: Álarcosbál — Sam
- Verdi: Aida — A fáraó
- Verdi: Don Carlos — Egy szerzetes/V. Károly
- Verdi: Falstaff — Pistol
- Wagner: A bolygó hollandi — Daland
- Wagner: Lohengrin — Madarász Henrik; A király hirdetője

## Díjai, elismerései
- 2007 — Foto-Art díj
- 1992. 1998. 2002. Ürmössy Imre háromszor kapta  meg a Neményi Lili  vándor serleget, a Csokonai Színházban egyedül,
- 2004-Rubányi díj
- Kétszeres nívó díj
- 2010 Debrecen Kultúrájáért Alapítvány díj
- 2015- Magyar Teátrum Nyári Fesztivál Legjobb férfi főszereplő díj